# Новая Балта (Никопольский район)
Новая Балта (укр. Нова Балта) — село,
Лошкарёвский сельский совет,
Никопольский район,
Днепропетровская область,
Украина.
Основано в качестве еврейской земледельческой колонии.
Код КОАТУУ — 1222983407. Население по переписи 2001 года составляло 2 человека.

## Географическое положение
Село Новая Балта находится на расстоянии в 0,5 км от села Зелёное.
Рядом проходит автомобильная дорога Т-0432.